# ALCo Century 636
La ALCo Century 636 fue la locomotora diésel-eléctrica de un solo motor más potente construida por American Locomotive Company (ALCo). Tenía disposición de ruedas CC y era capaz de entregar 3600HP. La locomotora iba montada sobre un par de bogies con nuevo diseño, conocidos como Hi-Ad, que significa "alta adherencia". Aunque el diseño es similar al de una ALCo Century 630, se pueden distinguir por el intercooler.

## Producción
Entre 1967 y 1968, Alco construyó 34 locomotoras tipo C-636 en Schenectady, Nueva York. A pesar de contar con muchas características nuevas e innovadoras, la C-636 no pudo mantenerse en el mercado. Solo se construyeron tres locomotoras de demostración, que le costaron a Alco alrededor de $5.5 millones de dólares. Los problemas con la Unidad 636-2, la elegida para la demostración, (La única de las locomotoras de demostración en funcionamiento.) fueron un factor para disuadir a los clientes potenciales. Durante una evaluación en el Ferrocarril de Santa Fe, el ventilador del motor de tracción de la Unidad 636-2 falló y tuvo que ser reemplazado en tres de los cuatro recorridos organizados. La Unidad 636-2 también tuvo resultados insatisfactorios mientras era probada en el Ferrocarril del Pacífico Sur.
La compañía canadiense Montreal Locomotive Works produjo la variante MLW M-636 de la Alco C-636 para Canadian Pacific Railway y Canadian National Railway.
En Australia, AE Goodwin construyó 29 unidades entre mayo de 1968 y septiembre de 1970 para los ferrocarriles de mineros de Pilbara. Hamersley Iron compró 12 unidades. La compañía Bechtel compró 5 unidades C-636 para usar en la construcción de las instalaciones mineras de Mount Newman. Un año después, esta última empresa encargó 12 C-636 y compró las únicas 5 locomotoras que poseía Bechtel. En la década de 1980, Hamersley Iron hizo reconstruir su flota por Comeng, utilizando varias C-636 pero con nuevas cabinas de diseño australiano.

## Propietarios originales
| Ferrocarril                                    | Cantidad | Denominación     | Información adicional                                                                                |
| ---------------------------------------------- | -------- | ---------------- | --- |
| Productos Alco (Unidades para la demostración) | 3        | 636-1 - 636-3    | Entregadas a Québec Cartier Mining Company 77-79                                                     |
| Illinois Central Railroad                      | 6        | 1100 - 1105      | Entregadas a Illinois Central Gulf en 1972, misma cantidad                                           |
| Penn Central                                   | 15       | 6330 - 6344      | Encargadas por Pennsylvania Railroad antes de la fusión con Penn Central; a Conrail como 6780 - 6794 |
| Spokane, Portland and Seattle Railway          | 10       | 330-335, 340-343 | Luego fueron entregadas a Burlington Northern como 4360 - 4369                                       |
| Hamersley Iron                                 | 12       | 3006 - 3017      | Fabricadas por AE Goodwin, Australia                                                                 |
| Mount Newman Mining                            | 17       | 5452 - 5468      | Fabricadas por AE Goodwin, Australia                                                                 |
| Total                                          | 63       |                  | |

## Uso actual
En marzo de 2020, la última C-636 está en funcionamiento en el Ferrocarril Delaware-Lackawanna de Scranton, PA. Dos de las tres unidades de demostración que utilizó Alco estuvieron almacenadas en el Ferrocarril de Bath and Hammondsport por muchos años, hasta que finalmente fueron desguazadas por un contratista local. El ferrocarril WNY&P todavía opera locomotoras M-630 y M-636, versiones fabricadas por MLW, pero estaba previsto que estas unidades fueran retiradas del servicio a mediados de 2019 y reemplazadas por unidades General Electric AC6000CW que anteriormente prestaban servicio con CSX. Según se informa, las WNY&P M-630 y M-636 serán llevadas al Ferrocarril Delaware-Lackawanna en el futuro.

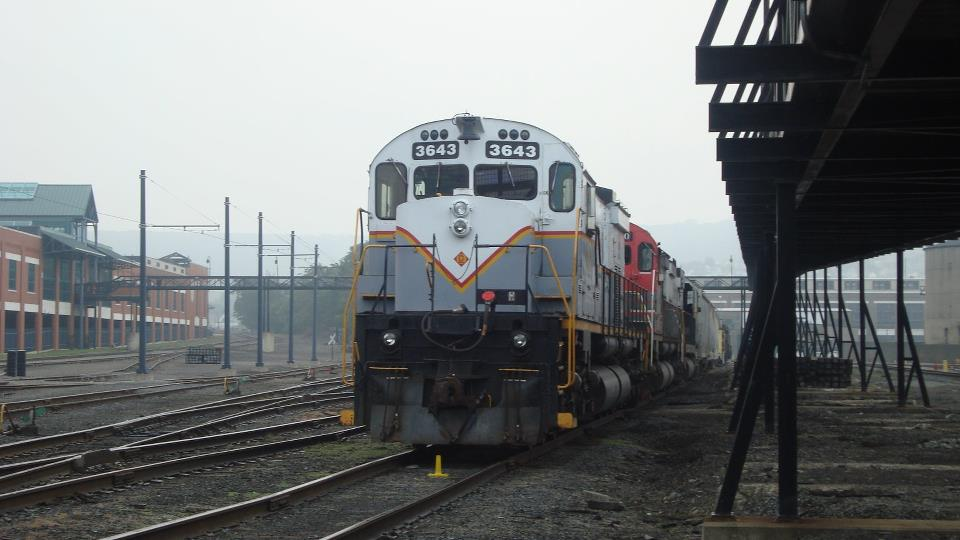
La última Alco C-636, propiedad del Ferrocarril Delaware - Lackawanna.